# Mädness
Mädness (bürgerlich Marco Döll), Spitzname De Gude, ist ein deutschsprachiger Hip-Hop-Musiker aus Darmstadt.

## Leben
Mädness ist gebürtiger Hesse und begann seine Hip-Hop-Karriere als Freestyle-Rapper auf verschiedenen Jams sowie als Backup-Rapper von Olli Banjo. 2004 begann er eine Solokarriere. Sein erster Beitrag erschien auf dem Rap on Beatz-Sampler. Beim RheinHipHop-Contest 2005/2006 erreichte er zusammen mit Produzent Phonk D den zweiten Platz. 2006 erschien die Online-EP Aus dem Nichts. 2007 folgte das Debütalbum Unikat auf Kehlkopf Aufnahmen. Mit Kollege Schnürschuh trifft: Die 3 von der Tanke entstand ein Kollaboalbum mit MPT und ElRay. Als Nächstes erschien das Online-Album Als hätt’ ich nix getan. Im November 2009 veröffentlichte er über Unikat sein zweites Album Zuckerbrot & Peitsche. Zu dem Lied Cool wurde ein Video gedreht.
2010 trat Mädness als Moderator der Hauptbühne des splash auf. Anschließend ging er mit Kamp und Morlockk Dilemma auf Deutschland-Tour. 2014 veröffentlichte Mädness die Maggo EP über das Label WSP.
Im Januar 2017 wurde bekannt gegeben, dass er mit seinem jüngeren Bruder, dem Rapper Döll (bürgerlich Fabian Döll) ein Album veröffentlichen würde, welches den Namen Ich und mein Bruder tragen sollte. Das Album wurde am 10. März 2017 veröffentlicht.
Seit 2017 begleitet Mädness gemeinsam mit seinem Bruder Döll die Rap-Crew K.I.Z und tritt als deren Vorband auf.
Am 23. August 2019 erschien das Album OG zusammen mit einem Musikvideo zum Song Kein Ort, zu dem Marteria den einzigen Gastauftritt des Albums beisteuert.
Im Herbst 2019 begleitete Mädness gemeinsam mit einem DJ die Band Fettes Brot bei deren Lovestory-Tour und trat als Vorband auf.
Seit Juni 2025 unterhält Mädness den Podcast "De Ding & De Anner" zusammen mit dem Comedian Dietmar Diamant.

## Stil
Mädness' Sprechgesang ist neuhessisch. Er gilt als ein Rapper, der vor allem durch sein technisches Können beeindruckt. Marcus Staiger bezeichnete ihn daher im Online-Magazin Rap.de einmal als „Der komplette MC“.

## Diskografie

### Alben
| Titel                                           | Jahr | Beschreibung         |
| ----------------------------------------------- | ---- | -------------------- |
| Aus dem Nichts                                  | 2006 | kostenlose Online-EP |
| Unikat                                          | 2007 | Album                |
| Kollege Schnürschuh trifft: Die 3 von der Tanke | 2008 | Album                |
| Als hätt ich nix getan                          | 2009 | kostenlose Online-LP |
| Zuckerbrot & Peitsche                           | 2009 | Album                |
| Als hätt ich nix getan 2                        | 2010 | LP                   |
| Maggo                                           | 2014 | EP                   |
| Ich und mein Bruder (mit Döll)                  | 2017 | Album                |
| OG                                              | 2019 | Album                |
| Mäd Löve                                        | 2021 | Album                |
| Maggo lebt                                      | 2022 | Album                |
| ISSO (mit Yassin)                               | 2024 | Album                |

### Gastbeiträge/Sonstige
- 2005: Mein Räp auf Rap on Beatz Sampler
- 2005: Stoffwechsel auf Dj Flow – Schnäpz
- 2005: 3 x M zu dem A (feat. Manges & Mariusz) auf Phonk D – B26
- 2005: Mad Gab Feature (feat. Gabreal) auf Phonk D – B26
- 2007: Maul Halde auf Phonk D & Iron pres. WOHNZIMMER COLLECTION
- 2007: Spiel's laut (feat. Döll) auf Phonk D & Iron pres. WOHNZIMMER COLLECTION
- 2007: Es ist wie es ist (feat. Marteria & Gabreal) auf Phonk D & Iron pres. WOHNZIMMER COLLECTION
- 2007: Die Zeit (feat. Robda)  auf Phonk D & Iron pres. WOHNZIMMER COLLECTION
- 2007: Eine Frage der Ehre (feat. Digga R.A.S. & Bo) auf Digga R.A.S. Streettape
- 2007: Feature auf CanRap Mixtape
- 2007: Hater auf DJ Pron Mixtape
- 2007: Deine Reime (feat. MPT) – MySpace Exclusive
- 2007: What da Fuck (feat. Marteria & Gabreal) auf Marteria – Base Ventura (Magnum12)
- 2007: So oder so (feat. Marteria & Gabreal) auf Feuer über Deutschland 2 – DVD Sampler
- 2007: Erster Test – Feuer frei Sampler Vol. 5
- 2008: Abgetaucht (feat. Olli Banjo & Patrick mit Absicht) auf Olli Banjo – Sparring 3
- 2009: Ein Colt für alle Fälle (feat. Digga R.A.S. & Kleiner Scheißer) auf Digga R.A.S. Free Mixtape
- 2009: Lotterie (feat. Patrick mit Absicht) auf Deutschland's vergessene Kinder Pt.2
- 2009: Kein Kompromiss (feat. Olli Banjo) auf Juice-Exclusive CD #102
- 2009: Ihr wisst (feat. Flowin Immo) MySpace Exclusive
- 2009: Live Outro MySpace Exclusive
- 2009: 3. Person (feat. Gabreal & Digga R.A.S) auf Gabreal – The Lostfiles 2
- 2010: Moderator Splash 2010 Exclusive
- 2010: Die letzte reale Sau auf RapSpot.de Sommer Sampler 10
- 2010: Sie flippen auf 2Plus – Irgendwo zwischen Gestern und Morgen
- 2010: Damals ist vorbei (Stützpunkt643 Rmx) auf Saddam Hoolein – Drück auf Play 3
- 2010: 642 (feat. Böse Zungen) auf Böse Zungen – Spiel mit dem Feuer
- 2010: Rapnerd auf Herr Merkt Kennenlernrunde Vol.8
- 2010: Wer nicht hören will, wird taub auf Rap4Fame Sampler Vol. 2
- 2015: Mann im Mond, Taschentuch sowie Normale Freunde auf Normaler Samt von Audio88 & Yassin[8]
- 2017: Medizin auf Juice CD No 136 feat. Döll[9]